# Berberis barbeyana
Berberis barbeyana är en berberisväxtart som beskrevs av Schneider. Berberis barbeyana ingår i släktet berberisar, och familjen berberisväxter. Inga underarter finns listade i Catalogue of Life.